# دييغو غوزمان دي سيلفا
دييغو غوزمان دي سيلفا (بالإسبانية: Diego Guzmán de Silva)‏ هو دبلوماسي إسباني، ولد في 1520، وتوفي في 1577 في البندقية في إيطاليا.